# Ремингтон (Индијана)
Ремингтон (енгл. Remington) град је у америчкој савезној држави Индијана.

## Демографија
По попису из 2010. године број становника је 1.185, што је 138 (-10,4%) становника мање него 2000. године.
| Група             | 2000.         | 2010.         |
| Белци             | 1.293 (97,7%) | 1.112 (93,8%) |
| Афроамериканци    | 2 (0,2%)      | 7 (0,6%)      |
| Азијати           | 9 (0,7%)      | 4 (0,3%)      |
| Хиспаноамериканци | 14 (1,1%)     | 37 (3,1%)     |
| Укупно            | 1.323         | 1.185         |